# Академія муніципального управління
Акаде́мія муніципа́льного управлі́ння — колишній вищий навчальний заклад IV рівня акредитації. Мета діяльності — підготовка, перепідготовка та підвищення кваліфікації кадрів для органів місцевого самоврядування та державних адміністрацій, проведення досліджень з питань державного управління та місцевого самоврядування.
У 2016 р. Уряд ухвалив рішення про реорганізацію Академії муніципального управління шляхом приєднання до Таврійського національного університету імені В. І. Вернадського. Таврійський університет, згідно з розпорядженням КМУ, став правонаступником майна, прав та обов'язків Академії муніципального управління.

## Історія
Академія муніципального управління створена Постановою Кабінету Міністрів № 725 від 9 липня 1997 року. Ректором Академії є професор Присяжнюк Володимир Костянтинович.
У жовтні 2005 року Вчена рада прийняла Програму розвитку Академії муніципального управління до 2010 року.
У 2012 році Академія посіла 10 місце у рейтингу ВНЗ України «Компас-2012».
Станом на 2013 рік у виші навчались 5 тисяч студентів, працювали 267 викладачів, серед яких 34 доктори та 172 кандидати наук.

## Структура Академії
В Академії діє 5 факультетів, Науково-навчальний інститут регіонального управління та місцевого самоврядування, коледж міського господарства, 27 кафедр, на яких працює 39 докторів наук, професорів, 197 кандидатів наук, доцентів, викладачів. Академія готує фахівців за освітньо-кваліфікаційними рівнями «молодший спеціаліст», «бакалавр», «спеціаліст» та «магістр». В Академії діє аспірантура зі спеціальностей 08.00.01 «Економічна теорія та історія економічної думки», 08.00.03 «Економіка та управління національним господарством» та 25.00.02 «Механізми державного управління».
Управлінська, економічна, юридична та інженерна освіта поєднується із здобуттям знань, вмінь та навичок, необхідних для роботи в органах місцевого самоврядування і державних адміністраціях з проведенням функціональної спеціалізації «Державне управління та місцеве самоврядування». Фахову практику та практику з функціональної спеціалізації студенти проходять у міській та районних у місті Києві державних адміністраціях і радах, на провідних підприємствах, установах та організаціях міста.
У 2004 році засновано фахове періодичне видання «Науковий вісник Академії муніципального управління», яке виходить двічі на рік.
Факультети:
- Економічний факультет
- Факультет менеджменту
- Юридичний факультет
- Факультет управління міським господарством
- Факультет довузівської підготовки

### Економічний факультет
Був створений у 1998 році. Декан — кандидат технічних наук, доцент, професор кафедри менеджменту Безус Алла Миколаївна. Факультет готує фахівців за спеціальностями «Облік і аудит», «Фінанси і кредит» та «Економіка підприємств». У складі факультету — 5 кафедр:
- кафедра економіки, завідувач кафедри — Оболенський Олексій Юрійович, доктор економічних наук, професор;
- кафедра економіки підприємства, завідувач кафедри — Миронов Микола Дем'янович, кандидат економічних наук, доцент;
- кафедра державних та місцевих фінансів, завідувач кафедри — Кондрашихін Андрій Борисович, доктор економічних наук, професор;
- кафедра фінансів підприємств, завідувач кафедри — Безус Павло Іванович, кандидат економічних наук, доцент;
- кафедра обліку і аудиту, завідувач кафедри — Царенко Оксана Вячеславівна, доктор економічних наук, професор.

Факультет розташований у будівлі колишнього училища ім. С. Грушевського, на Кирилівській вулиці, 164. Є денна і заочна форми навчання.

### Факультет менеджменту
Факультет був створений у 1998 році, його очолює Василик Ольга Іванівна, кандидат технічних наук, доцент. Факультет готує бакалаврів, спеціалістів та магістрів зі спеціальностей «Менеджмент організацій» та «Менеджмент зовнішньоекономічної діяльності». Розташований на вул. Електриків, 26/8.
Складається з 8 кафедр:
- кафедра менеджменту, завідувач кафедри — Клименюк Микола Миколайович, доктор економічних наук, професор.
- кафедра менеджменту зовнішньоекономічної діяльності, завідувач кафедри — Невелєв О. М., доктор економічних наук, професор.
- Кафедра управління документно-інформаційними комунікаціями (УДІК), завідувач кафедри — Піддубна Лариса Петрівна, кандидат економічних наук, доцент.
- Кафедра вищої математики та економіко-математичного моделювання, завідувач кафедри — Кузьмичов Анатолій Іванович, кандидат технічних наук, доцент.
- Кафедра психології та педагогіки, завідувач кафедри — Виноградова В. Є., кандидат педагогічних наук, доцент.
- Кафедра управління муніципальним розвитком, завідувач кафедри — Іванова Т. В., доктор державного управління, професор.
- Кафедра соціальних дисциплін, завідувач кафедри — Крилова С. А., кандидат філософських наук, доцент.
- Кафедра державного управління та місцевого самоврядування, завідувач кафедри — Бакуменко В. Д., доктор державного управління, професор.

### Юридичний факультет
Створений у 1998 році. Декан юридичного факультету — Лощихін Олександр Миколайович. Факультет здійснює підготовку бакалаврів, спеціалістів та магістрів за спеціальністю «Правознавство» на стаціонарній та заочній формах навчання. Розташований в навчальному корпусі № 1 по вул. Джона Маккейна, 33.
До складу факультету входять 5 кафедр:
- кафедра адміністративно-правових дисциплін, завідувач кафедри — Кононенко Леонід Минович, кандидат юридичних наук, професор; на кафедрі працюють 2 професори, 3 доцента, 2 викладача, 1 асистент;
- кафедра кримінально-правових дисциплін, завідувач кафедри — Литвин Олександр Петрович, професор; на кафедрі працюють 3 професори, 8 доцентів, 3 асистенти;
- кафедра муніципального права, завідувач кафедри — Приходько Христина Вікторівна, кандидат юридичних наук, доцент; на кафедрі працюють 3 професори, 6 доцентів, 4 викладача, 1 асистент;
- кафедра теорії, історії держави і права та конституційного права, завідувач кафедри — Лощихін Олександр Миколайович, доктор юридичних наук, професор; на кафедрі працюють 2 професори, 4 доцента, 1 викладач;
- кафедра цивільно-правових дисциплін, завідувач кафедри — Луць Володимир Васильович, доктор юридичних наук, професор; на кафедрі працюють 6 професорів, 9 доцентів, 4 викладача, 1 асистент;

### Факультет управління міським господарством
Створений 4 березня 2002 року. Засновником факультету і першим деканом був заслужений діяч науки, доктор технічних наук, професор Кондратенков Володимир Олександрович. Розташований на вул. Івана Кудрі, 33
Тут діють 3 кафедри:
- кафедра автоматизованого управління технологічними процесами
- кафедра документознавства та інформаційної діяльності
- кафедра загально-інженерних дисциплін та міського управління

## Матеріально-технічна база
Академія має бібліотеки, гуртожитки. У будівлі факультету менеджменту функціонують 3 комп'ютерних класи, 1 інтернет-кабінет, бібліотека, читальний зал, 2 спортивних зали, медичний пункт. У головному корпусі на вулиці Джона Маккейна, 33 знаходяться також три комп'ютерні класи, бібліотека, читальний зал, буфет-їдальня, спортивний та тренажерний зал.

## Міжнародна співпраця
Академія плідно співпрацює з вищими навчальними закладами Європи і світу. Випускник Академії має змогу разом з фаховим дипломом отримати диплом магістра європейського зразка навчального закладу — партнера.